# Wiatraki w Kinderdijk
Wiatraki w Kinderdijk – grupa 19 zabytkowych wiatraków w pobliżu miejscowości Kinderdijk w prowincji Holandia Południowa, w Holandii. Większość wiatraków została zbudowana w latach 1738–1740. Jest to największe skupisko zabytkowych wiatraków w całej Holandii i jedna z najbardziej znanych atrakcji turystycznych kraju. W 1997 roku cała grupa wraz z tamami, śluzami, zbiornikami, pompami i budynkami administracyjnymi została wpisana na listę światowego dziedzictwa UNESCO.

## Historia
Do XIII wieku woda z terenu zwanego Alblasserwaard (obszar ograniczony rzekami Lek, Noord i Beneden-Merwede) odprowadzana była naturalnie. Wzrost poziomu wody spowodował jednak konieczność ludzkiej interwencji, aby obronić się przed powodziami. Początkowo teren otoczono wałami, ale te okazały się niewystarczające. Wybudowano więc kanały (Achterwaterschap i Nieuwe Waterschap), które odprowadzały wodę z całego terenu i transportowały ją do rzeki Lek. Budowę kanału Achterwaterschap, poprowadzonego od rzeki Giessen do rzeki Lek, rozpoczęto w 1365 roku. Prace nad krótszym kanałem Nieuwe Waterschap, biegnącym od rzeki Alblas do Lek rozpoczęto 4 lata później. Obydwa kanały w końcowym biegu płyną obok siebie, rozdzielone jedynie groblą.
System ten nie był jednak doskonały i po powodzi w 1726 roku postanowiono zwiększyć jego skuteczność. Zdecydowano się wówczas wybudować 16 nowych wiatraków mających pompować wodę z kanałów do położonych na wyższym poziomie zbiorników retencyjnych (wówczas istniały tam już 43 mniejsze wiatraki). Osiem takich wiatraków powstało po stronie zachodniej (przy kanale Nieuwe Waterschap, na obszarze nazwanym De Nederwaard), a kolejne osiem po stronie wschodniej (przy kanale Achterwaterschap, na obszarze nazwanym De Overwaard). Ceglane wiatraki po stronie De Nederwaard, okrągłe w przekroju, wzniesiono w roku 1738. Drewniano-ceglane wiatraki po stronie De Overwaard, oktagonalne w przekroju, zostały wybudowane w roku 1740.
W 1868 roku wykonano dwie stacje pompujące, napędzane parą (nazwane Wisboom i Van Haaften), które wsparły pracę wiatraków. W latach 20. XX wieku. parowe pompy zastąpiono nowymi pompami, odpowiednio elektryczną i spalinową. Postęp technologiczny spowodował, że wiatraki przestały być użyteczne i wiele z nich wyburzono (w szczytowym okresie na całym obszarze Alblasserwaard istniało ponad 150 wiatraków). Ostatnie z nich wykorzystywane były do końca lat 40. XX wieku. Stacja pompująca Van Haaften została zastąpiona wybudowaną w 1972 roku (napędzaną spalinowo) stacją J.U. Smit.
Do obecnych czasów w rejonie Kinderdijk zachowało się 19 wiatraków. Osiem z nich to wiatraki powstałe w 1738 roku po stronie De Nederwaard, a kolejnych osiem to wiatraki po stronie De Overwaard powstałe w roku 1740 (choć jeden z nich, wiatrak nr 2, uległ pożarowi w 1981 roku i został odbudowany trzy lata później). Kolejne dwa wiatraki (De Hoge Molen i Kleine of Lage Molen, powstałe odpowiednio w 1740 i 1761 roku) oddalone są nieco na wschód od pozostałych i stoją na obszarze nazwanym Nieuw-Lekkerland. Ostatni z wiatraków (De Blokker) wzniesiono na polderze Alblasserdam, przy kanale Nieuwe Waterschap. Jest to najstarszy z całej grupy wiatraków. Chociaż dokładna data budowy nie jest znana, to wiadomo, że wiatrak w tym miejscu istniał już około 1500 roku. Wiatrak nr 2 po stronie De Nederwaard pełni rolę muzeum i jest otwarty dla zwiedzających. W 1997 roku cała grupa wiatraków wraz z tamami, śluzami, zbiornikami, pompami i budynkami administracyjnymi została wpisana na listę światowego dziedzictwa UNESCO.

## Lista wiatraków

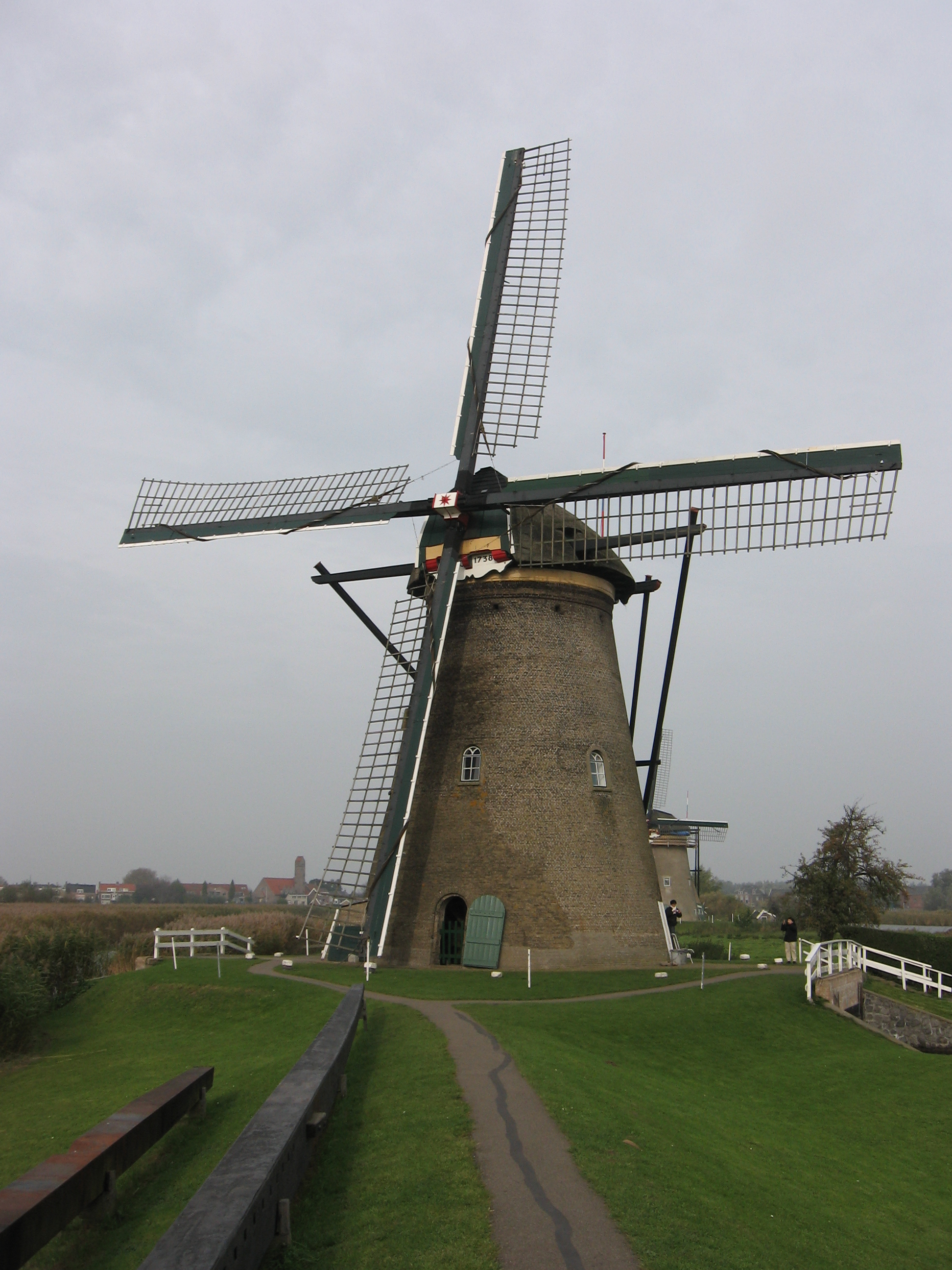
Wiatrak nr 2 po stronie De Nederwaard pełni rolę muzeum

Lista 19 wiatraków w pobliżu Kinderdijk:

### De Nederwaard
- Nederwaard Molen No.1
- Nederwaard Molen No.2
- Nederwaard Molen No.3
- Nederwaard Molen No.4
- Nederwaard Molen No.5
- Nederwaard Molen No.6
- Nederwaard Molen No.7
- Nederwaard Molen No.8

### De Overwaard
- Overwaard Molen No.1
- Overwaard Molen No.2
- Overwaard Molen No.3
- Overwaard Molen No.4
- Overwaard Molen No.5
- Overwaard Molen No.6
- Overwaard Molen No.7
- Overwaard Molen No.8

### Nieuw-Lekkerland
- De Hoge Molen
- Kleine of Lage Molen

### Alblasserdam
- De Blokker

## Galeria obrazów

Kinderdijk
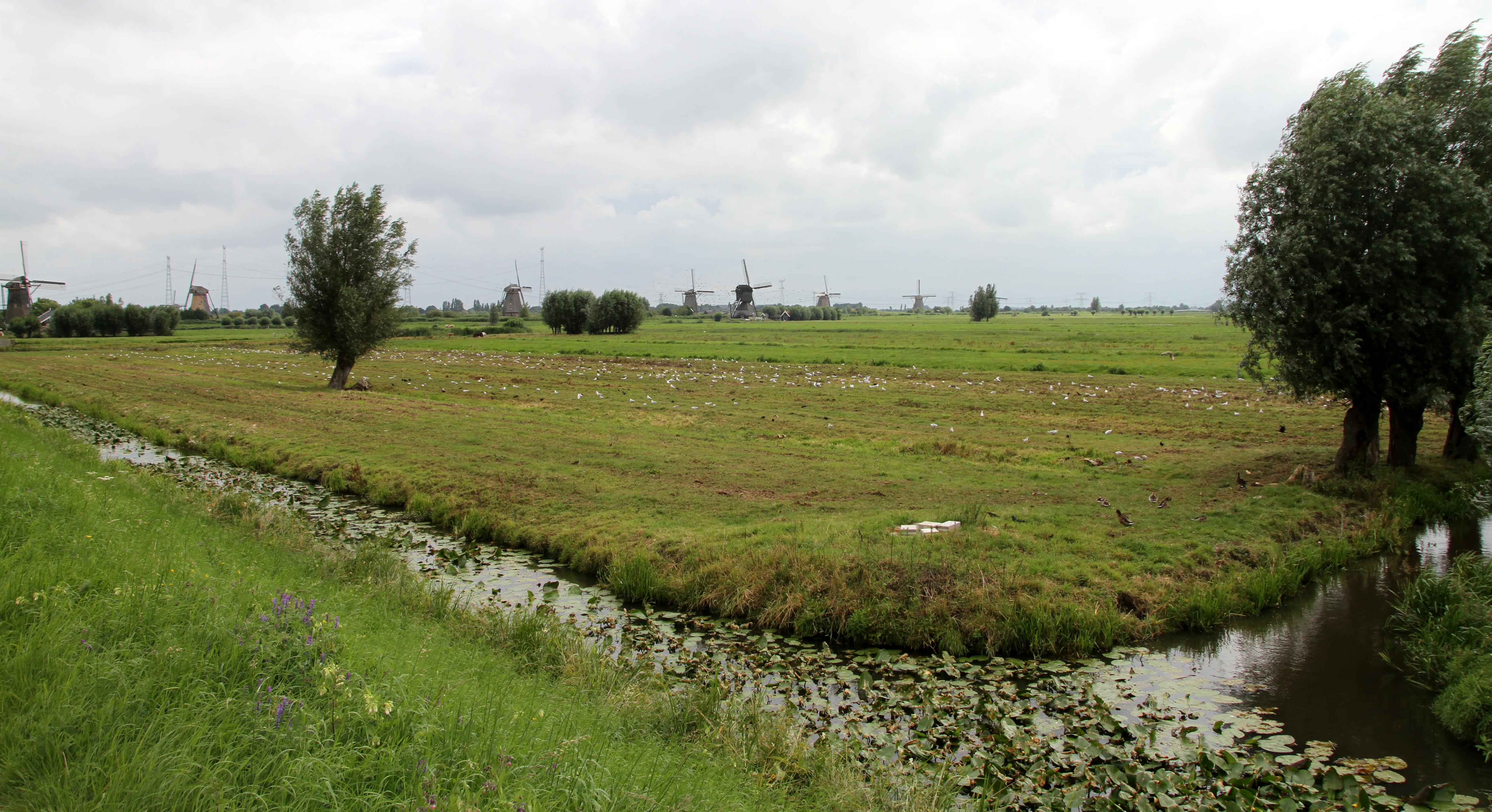
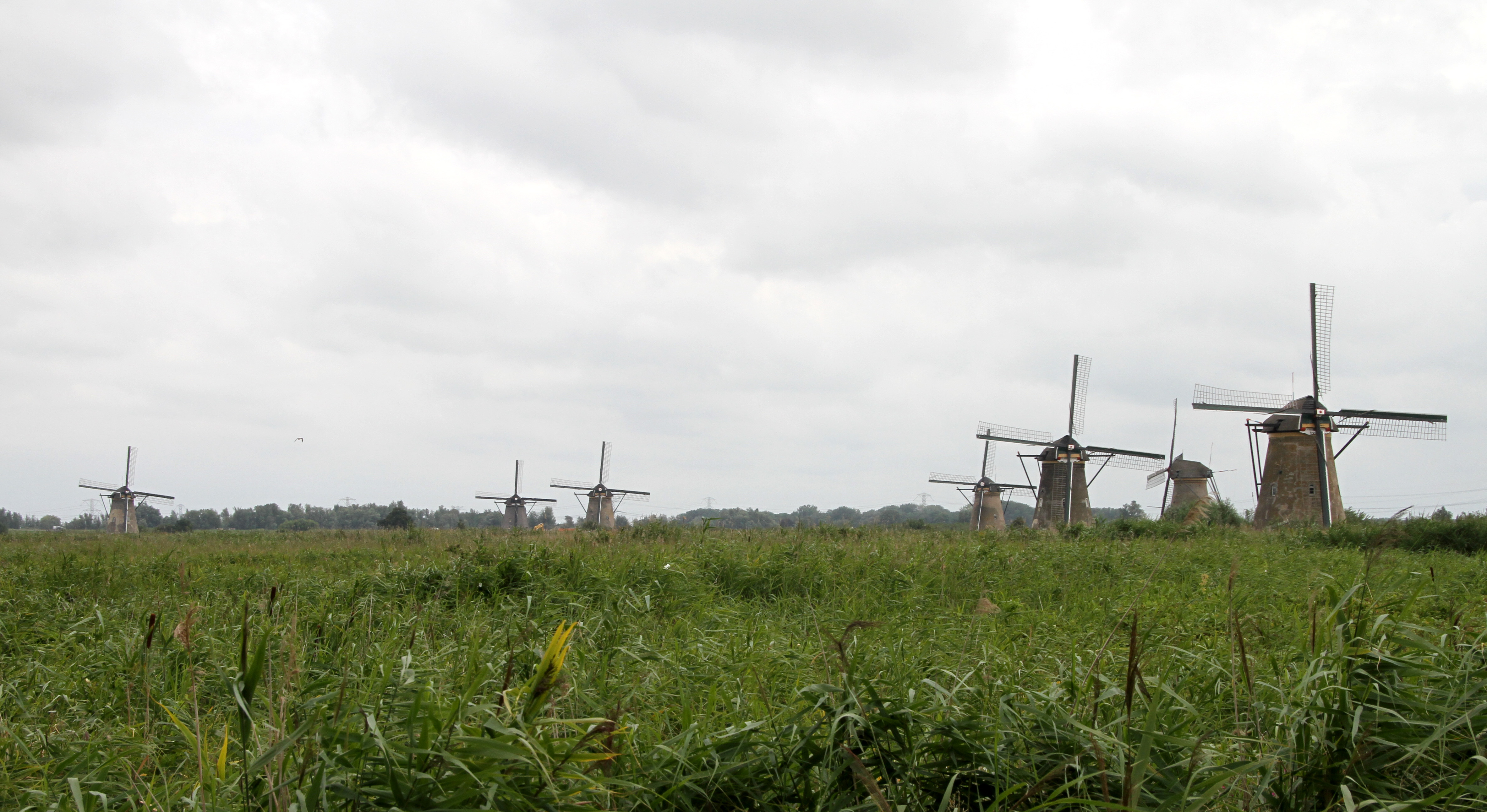
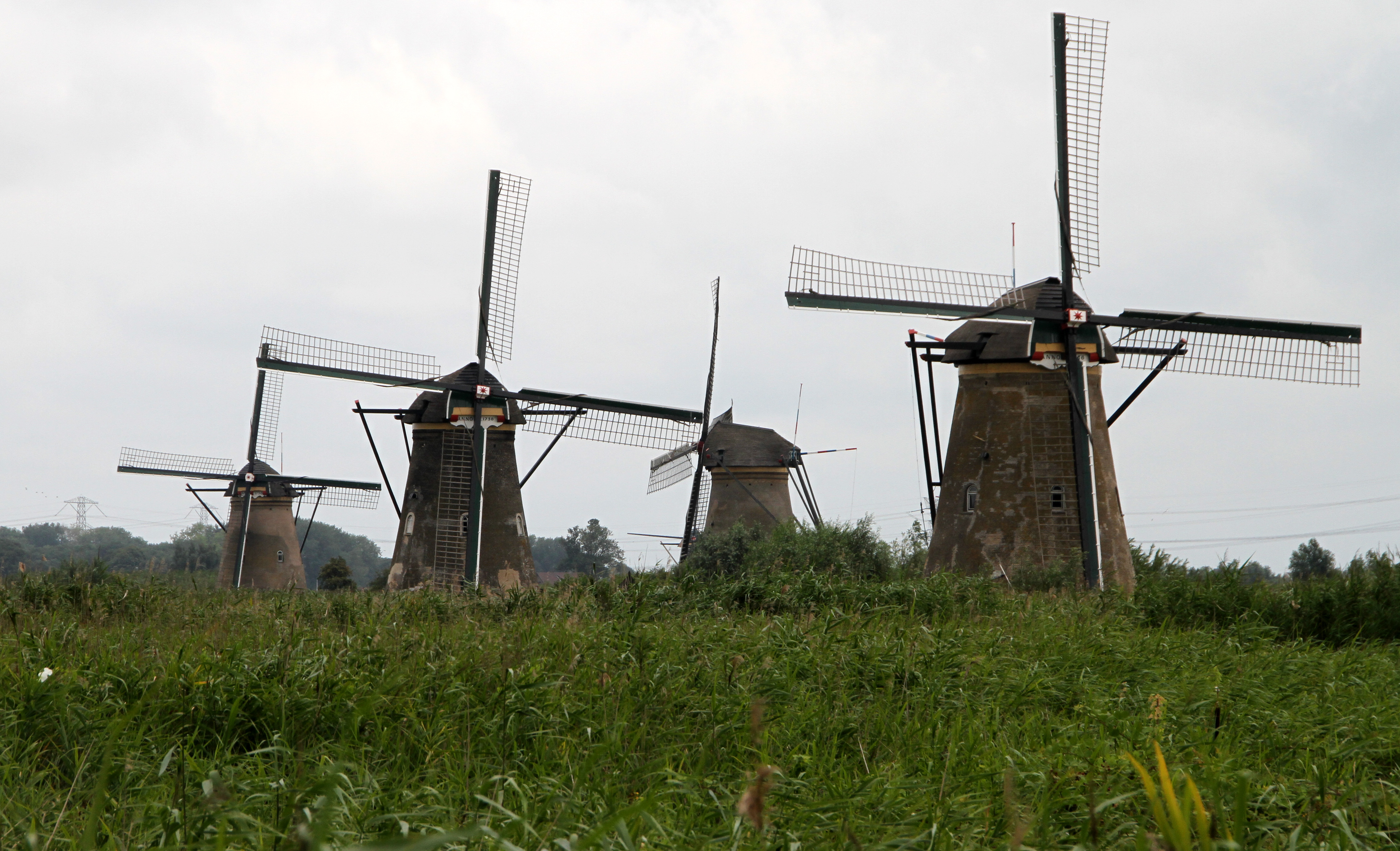
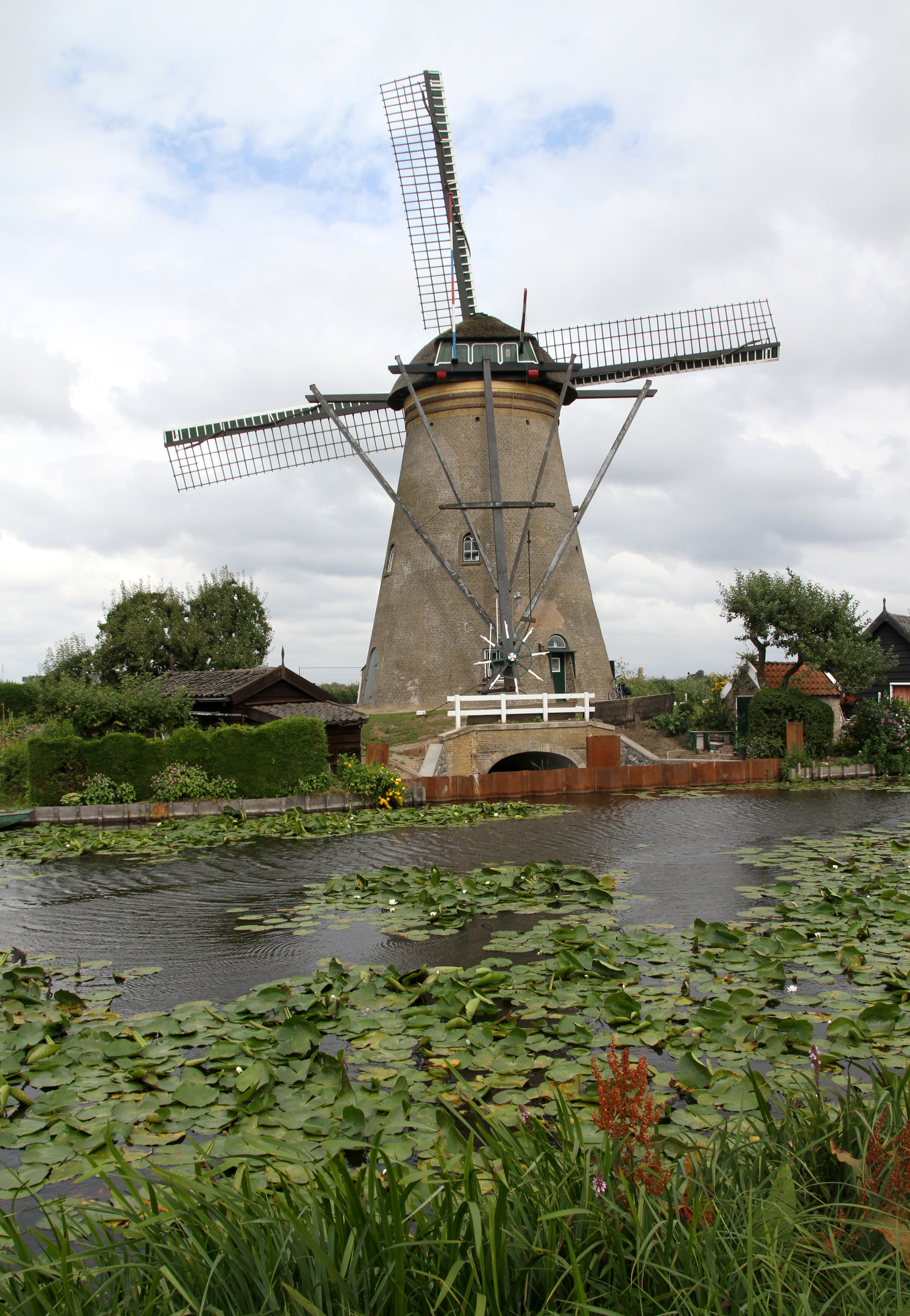
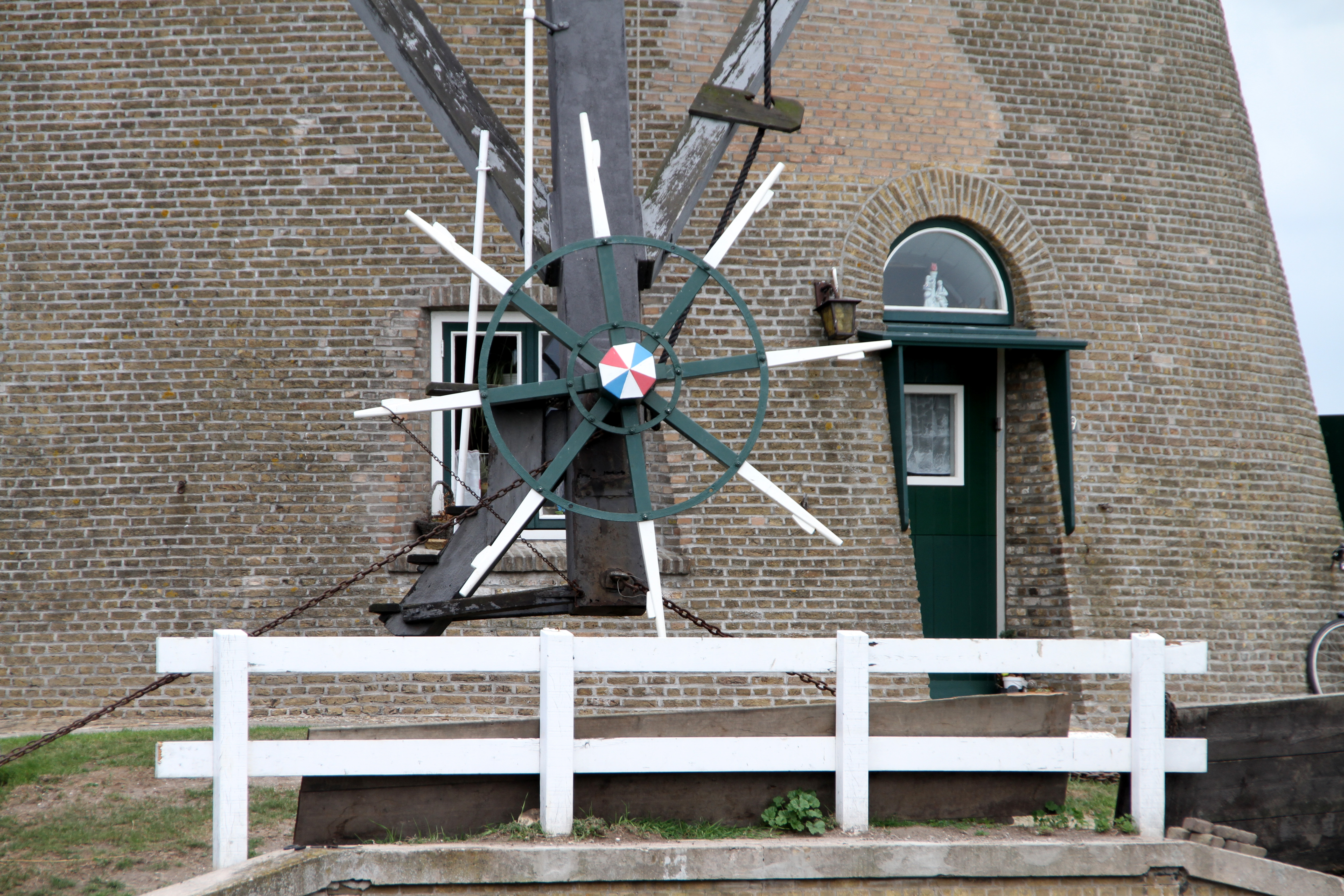
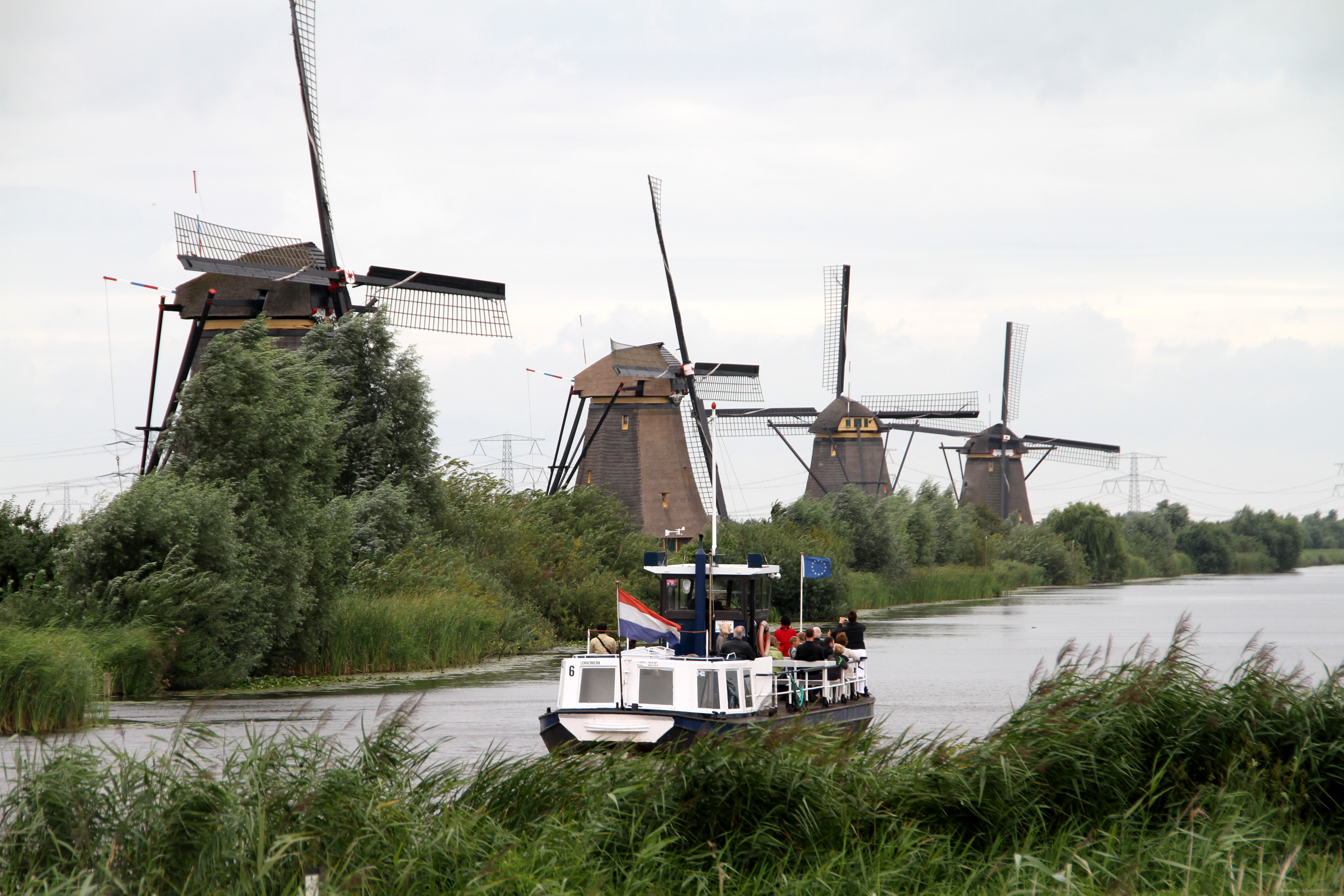